# Hadena praecontigua
Hadena praecontigua là một loài bướm đêm trong họ Noctuidae.